# 第51軍 (日本軍)
第51軍（だいごじゅういちぐん）は、大日本帝国陸軍の軍の一つ。

## 沿革
大東亜戦争（太平洋戦争・第二次世界大戦）末期の1945年（昭和20年）、帝國陸海軍は海外の占領地や太平洋上の島々を次々と失い、大日本帝國は国家滅亡の危機に立たされた。すなわち同年1月、フィリピンの戦い（陸軍省コードネーム捷号作戦）に敗れ、3月には火山列島の硫黄島で2万人もの兵力が総員玉砕する大惨敗を喫し、4月には沖縄に連合国軍が上陸、沖縄戦がスタートしていた。
大本営は第二次兵備を決定し、すぐそこまで迫っていた本土決戦（陸軍省コードネーム決号作戦、米軍コードネームコロネット作戦）に向けた帝都東京の守りを充実させようとしていた。本軍団はその一環として、同年4月8日付で編制完結。第12方面軍隷下にあり、先の第一次兵備で編制された沿岸配備師団の第221師団を軍団の隷下に組み込んだ。
本軍団の本陣は、茨城県土浦市の第45兵站司令部内に置かれ、本土決戦に突入した場合、アメリカ合衆国陸軍を中心とする連合国軍の関東上陸作戦で適地になると予想された太平洋沿岸の茨城県鹿行地域（鹿島郡および行方郡。現：鹿嶋市・潮来市・行方市・神栖市・鉾田市）の守りに備えていた。

ところが同年8月15日、第42代内閣総理大臣鈴木貫太郎がポツダム宣言を受諾して帝国陸海軍は降伏。これを受けて本軍は武装解除させられ、当初の設立目的だった本土決戦で活躍することなく、その任務を終えた。

## 軍概要

### 司令官
- 野田謙吾 中将（陸士24期）：1945年（昭和20年）4月7日 - 終戦

### 参謀長
- 坂井芳雄 少将（陸士33期）：1945年（昭和20年）4月6日 - 終戦

### 最終司令部構成
- 司令官：野田謙吾中将
- 参謀長：坂井芳雄少将
- 高級参謀：一戸公哉中佐
- 高級副官：高村慶之助中佐

### 最終所属部隊
- 第44師団：谷口春治中将[1]
- 第151師団：白銀義方中将[2]
- 第221師団：永沢三郎中将[2]
- 独立混成第115旅団：相葉健少将[2][3]
- 独立混成第116旅団：岩根清夫少将[4][5]
- 独立戦車第7旅団（内原）：三田村逸彦大佐[5]
  - 戦車第38連隊：黒川直敏少佐 　
  - 戦車第39連隊：大浦正夫少佐　
  - 独立戦車第7旅団機関砲隊 　 　 　
  - 独立戦車第7旅団輜重隊：生天目茂大尉 　 　
  - 独立戦車第7旅団整備隊：富樫吉雄少佐
- 第7砲兵司令部：佐藤武明大佐
  - 砲兵情報第3連隊：菅沢栄治少佐　
  - 独立山砲兵第13連隊：河原英二大佐 　
  - 野戦重砲兵第9連隊：合屋成雄大佐　
  - 野戦重砲兵第16大隊 　 　 　
  - 独立重砲兵第12大隊：詠村洋少佐 　
  - 独立重砲兵第35大隊
  - 独立機関砲第37中隊
- 独立工兵第91大隊
- 独立工兵第92大隊
- 独立工兵第93大隊
- 電信第8連隊：小川市蔵中佐
- 特設警備第4大隊
- 第45兵站地区隊本部（土浦）：石川吉郎大佐
  - 兵站勤務第45中隊